# Uno Laht
Uno Laht (ur. 30 kwietnia 1924 w Valga, zm. 24 września 2008 w Tallinnie) – estoński poeta, prozaik i publicysta. Działacz komunistyczny.
Początkowo pisał reportaże i felietony, później także poezję i opowiadania. Pisarstwu poświęcił się całkowicie po roku 1953. W 1953 r. na łamach prasy opublikował cykl wierszy patriotycznych Sinuga Kodumaa. Popularność zdobył utworami satyrycznymi, podejmującymi w kpiarski sposób aktualne problemy społeczne. Zostały one zamieszczone w tomie Piimahambad (est. Zęby mleczne) wydanym w 1954 r. a następnie, w postaci rozszerzonej dwa lata później pt. Piimahambad (plombeeritud) (est. Zęby mleczne (zaplombowane)).
W 1975 r. został wyróżniony nagrodą im. Friedeberta Tuglasa za opowiadanie Meie, tippkutid, üle kogu maakera, zamieszczone w tomie Bordelli likvideerimine. 

## Dzieła
- 1954 - Piimahambad
- 1956 - Piimahambad (plombeeritud)
- 1958 - Sinelitaskust seanahkse portfellini
- 1960 - Selle suve värsid
- 1960 - Suitsuangerjad ja kastemärjad roosid
- 1961 - Linnupesa teraskiivris (dzieła wybrane)
- 1962 - Kümne küüne laulud
- 1967 - Ingel läheb apteeki... korralikus seltskonnas
- 1967 - Luuletused 1954–1964 (wybór tekstów)
- 1973 - Mu kallis koduvillane provints (1973, tom wyróżniony nagrodą im. J. Smuula)
- 1981 - Roosa müra
- 1983 - Küürakas kaissukippuja (wybór)
- 1990 - Katastroika ehk Impeerium imendub Musta Auku... (wybór tekstów)